# 정원 (후한)

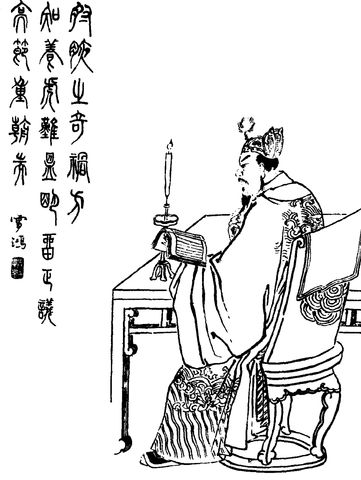

정원(丁原, ? ~ 189년)은 후한 말기의 정치가로, 병주 자사를 역임했다. 자는 건양(建陽)이다.
본시 한미한 집안 출신으로, 사람됨이 거칠었으나 용맹하고 기사에 능했다.
영제가 죽고 하진은 조충 등 십상시를 죽이고자 했다. 정원은 하진의 명령을 받고 낙양으로 와 낙양 주변 맹진항구에서 흑산적의 소행을 가장하여 군사적 위협을 가해 십상시 편을 드는 하태후를 위협했다. 그러나 하태후는 십상시를 제거하는 데 찬동하지 않아 계획은 실패했다. 하진은 십상시를 제거하지 못하고 먼저 제거당했고, 십상시도 원소에게 제거당했다. 이 틈을 타 수도를 장악한 동탁은 정원을 죽이고 그 무리를 뺏어 자신의 세를 불리고자 했는데, 여포가 정원의 신임을 받는 것을 보고 여포를 시켜 정원을 죽였다.
| 전임 (사실상) 원봉 | 후한의 집금오 189년 | 후임 (사실상) 호모반 |

## 같이 보기
- 삼국지 인물 목록